# Malborghetto Valbruna
Malborghetto Valbruna – miejscowość i gmina we Włoszech, w regionie Friuli-Wenecja Julijska, w prowincji Udine.
Według danych na rok 2004 gminę zamieszkiwało 1035 osób, 8,6 os./km².